# Шатурський міський округ
Шатурський район (рос. Шатурский район) — адміністративна одиниця і муніципальне утворення в складі Московської області. Адміністративний центр — місто Шатура.
Площа району — 2715 км², що становить близько 6 % від території Московської області. За цим показником район посідає 1-е місце в області. Населення Шатурського району становить 71 806 чол. (2016).

## Географія
Район розташований на південному сході області між річками Клязьма, Пра і Цна. Межує з Орєхово-Зуєвським, Єгор'євським районами Московської області, Рибнівським, Клепиківським районами Рязанської області і з Гусь-Хрустальним, Собінським, Петушинським районами Владимирської області .

## Історія
Шатурський район утворений 12 липня 1929 року. У 1933—1956 і 1962—1965 роках район був скасований, остаточно відновлений 11 січня 1965 року.